# Psychoda bojata
Psychoda bojata är en tvåvingeart som beskrevs av Quate 1967. Psychoda bojata ingår i släktet Psychoda och familjen fjärilsmyggor. Inga underarter finns listade i Catalogue of Life.